# Flindersia maculosa
Flindersia maculosa là một loài thực vật có hoa trong họ Cửu lý hương. Đây là loài đặc hữu của các khu vực nội địa phía đông Australia. Loài cây này có vỏ lốm đốm, những chiếc lá đơn xếp thành từng cặp đối diện, hoa màu trắng đến màu kem và quả có những điểm sần sùi.

## Mô tả
Flindersia maculosa là một cây thường phát triển đến chiều cao 15 m, phát triển từ một loạt các nhánh gai chằng chịt ở giai đoạn cây con. Thân cây bị lốm đốm do vỏ cây rụng thành từng mảng. Các lá đơn, xếp thành từng cặp đối nhau, thuôn hẹp đến hình mác hoặc hình mác, dài 10–80 mm và rộng 2,5–10 mm trên cuống lá dài 2–15 mm. Mặt trên của lá bóng và có màu xanh đậm, mặt dưới xỉn và nhạt màu hơn. Hoa xếp thành chùy dài 10–80 mm ở đầu cành con. Các lá đài dài 1–1,5 mm, các cánh hoa màu trắng đến màu kem và dài 3–4 mm. Mùa nở hoa từ tháng 9 đến tháng 12 và quả là một quả nang gỗ có điểm nhám và mở ra thành năm phần, phóng ra các hạt có cánh dài khoảng 18 mm.

## Taxonomy
Flindersia maculosa được mô tả khoa học đầu tiên năm 1848 bởi John Lindley trong tác phẩm của Thomas Mitchell's Journal of an Expedition into the Interior of Tropical Australia. Năm 1963, George Bentham đổi danh pháp thành Flindersia maculosa trong Flora Australiensis.

## Hình ảnh

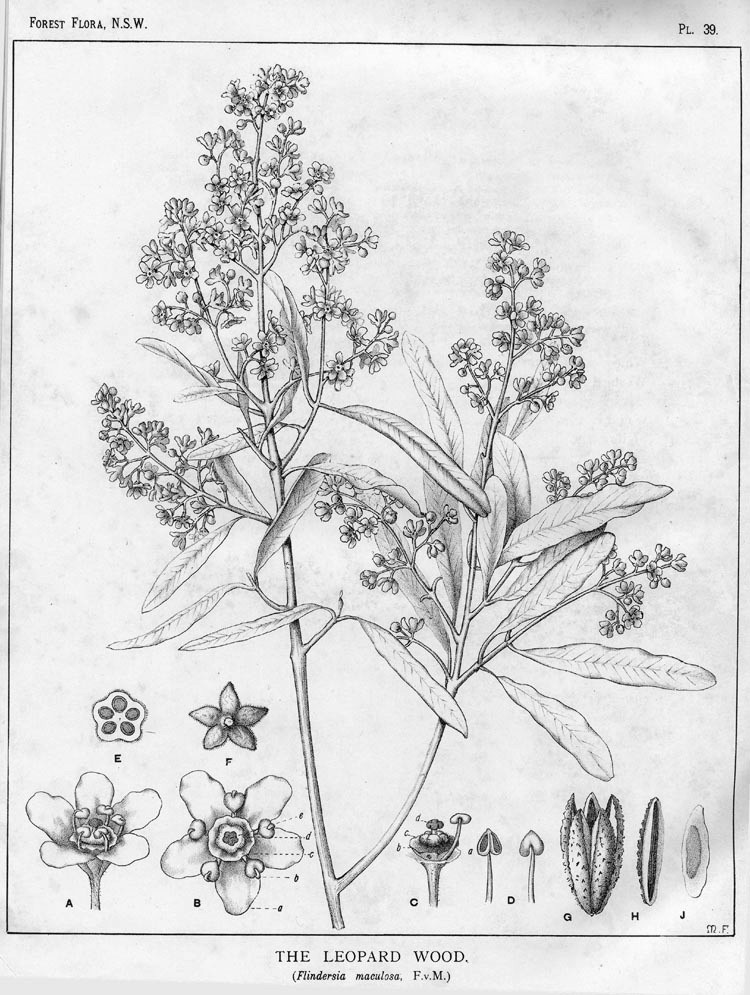
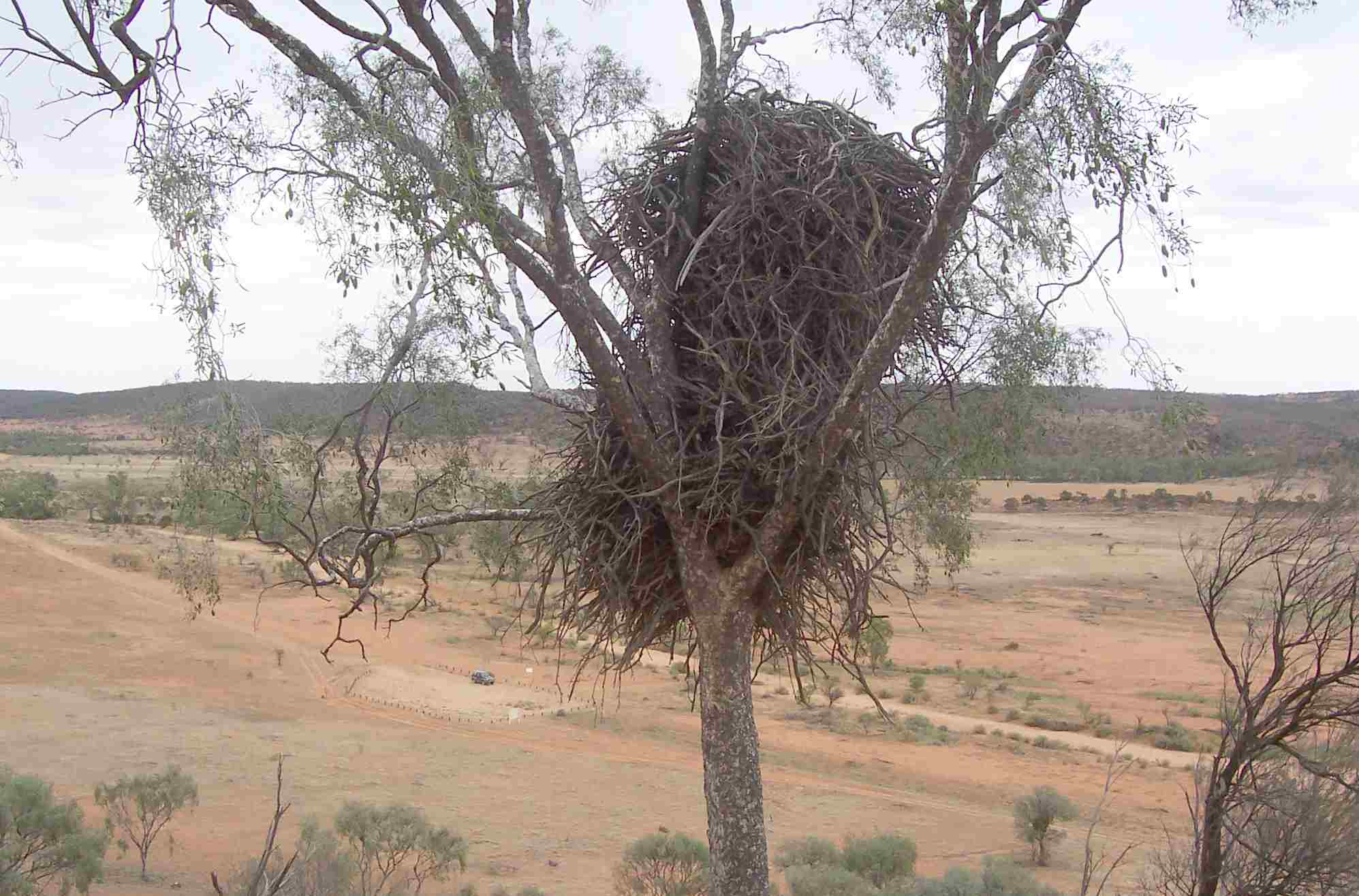
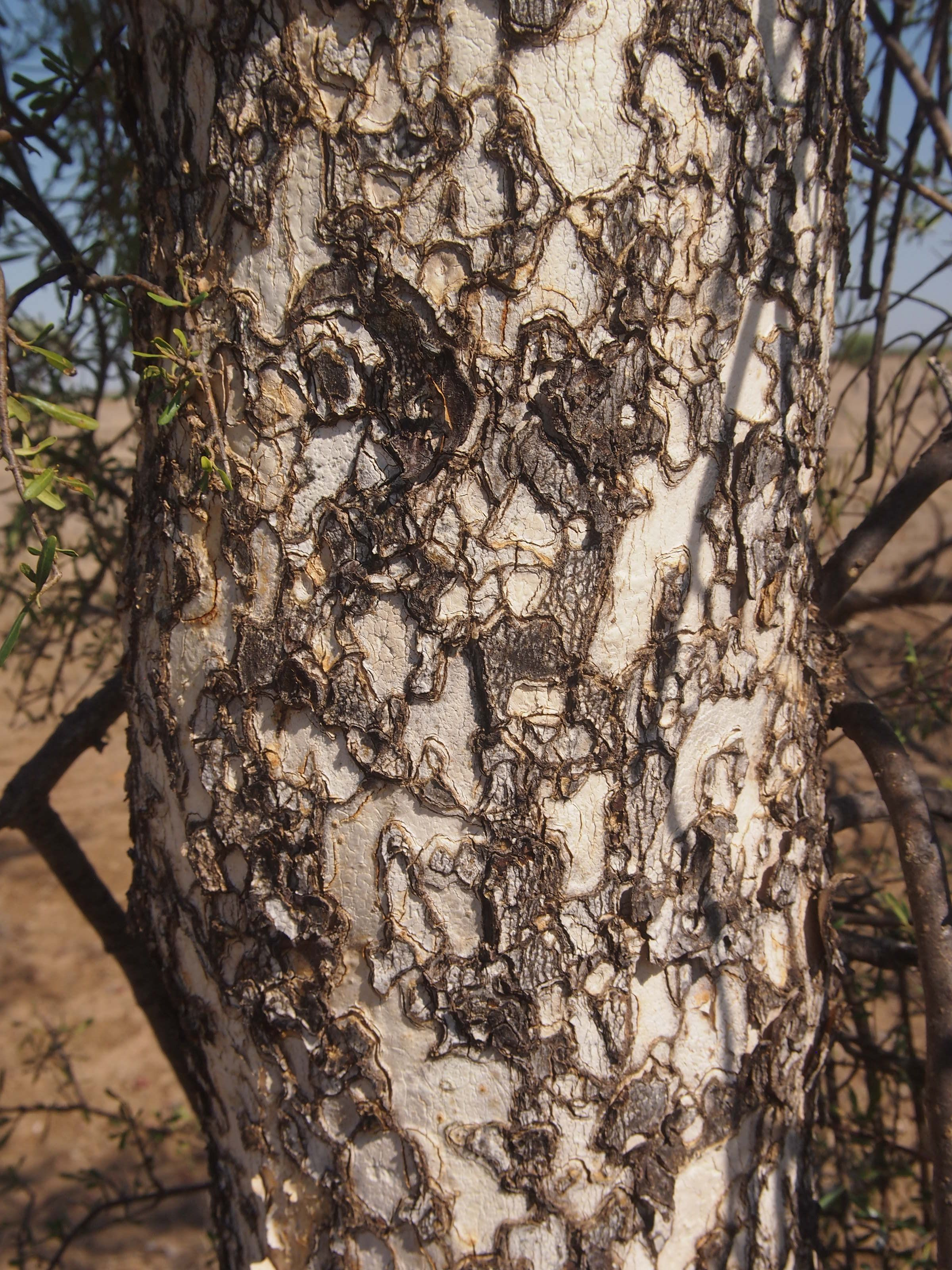
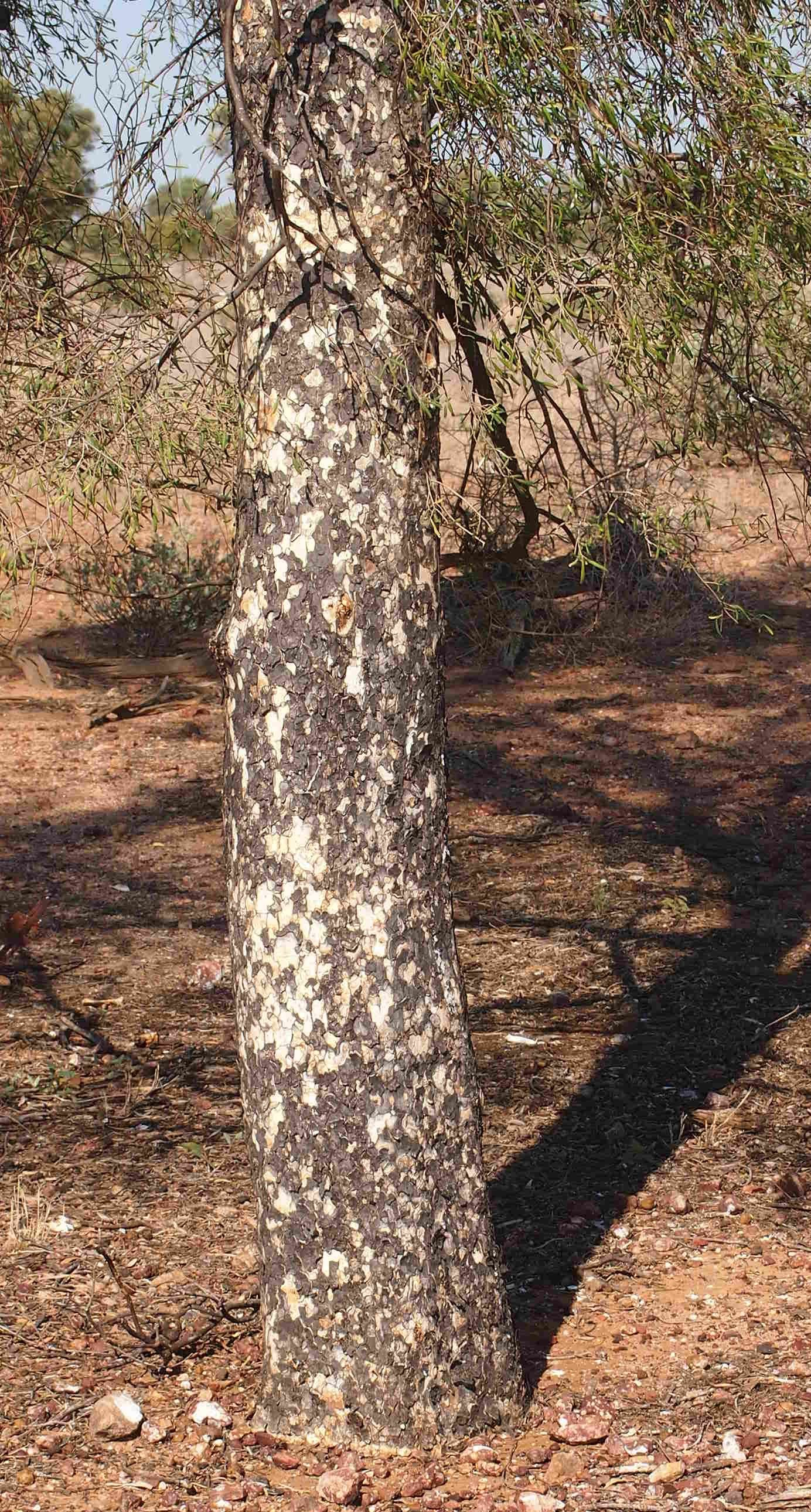